# Wohn- und Wirtschaftsgebäude Hesedorfer Straße 5

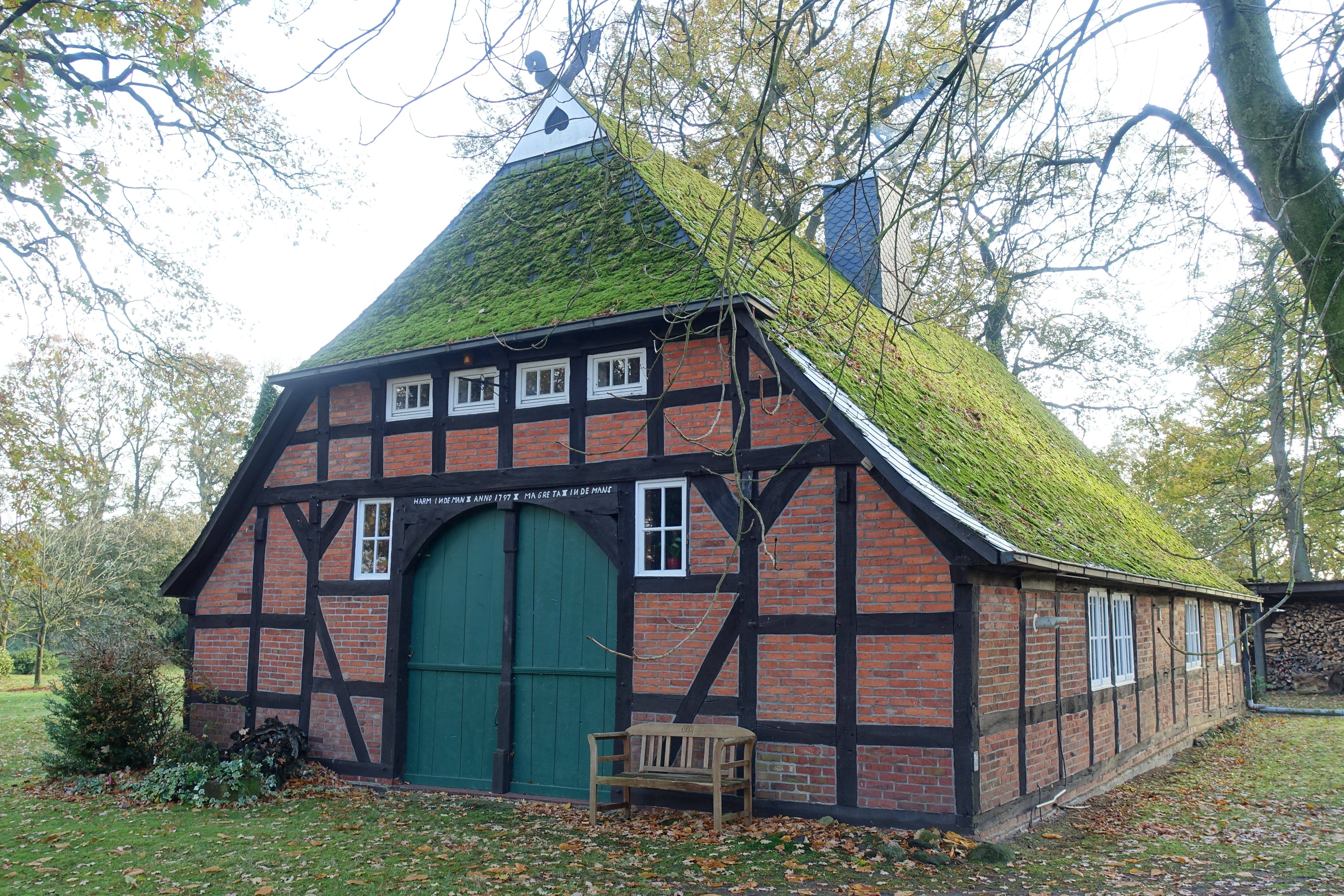
Nord- und Westfassade (2022)

Das Wohn- und Wirtschaftsgebäude Hesedorfer Straße 5 in der niedersächsischen Gemeinde Scheeßel, Ortsteil Abbendorf, wurde am Ende des 18. Jahrhunderts gebaut. Aktuell (2025) wird es zum Wohnen genutzt.
Das Gebäude steht unter Denkmalschutz (siehe auch Liste der Baudenkmale in Scheeßel).

## Geschichte und Beschreibung
Scheeßel wurde 1205 als Archidiakonat genannt und gehört zum heutigen Landkreis Rotenburg (Wümme).
Das eingeschossige giebelständige Wohn- und Wirtschaftsgebäude als Zweiständer-Hallenhaus in Fachwerk mit Steinausfachungen, plattengedecktem Krüppelwalmdach, Niedersachsengiebel mit Uhlenloch, Pferdeköpfen und der Grooten Door mit Korbbogen, wurde 1797 für Harm und Magreta Indeman (Inschrift) als Häuslingshaus gebaut.
Häuslingshäuser wurden von Großbauern oder Gutsherren für Landarbeiter, Gesinde oder jüngere Söhne des Hofeigentümers gebaut, die auf dem Bauernhof arbeiteten und dafür mietfrei oder gegen geringe Miete in dem Haus wohnen durften und sich etwas landwirtschaftlich auf Pachtland als Nebenarbeit betätigten.
Das Landesdenkmalamt befand u. a.: „… ein regionstypisches Hallenhaus des späten 18. Jahrhunderts in Zweiständerkonstruktion ….“